# بيبي كاستانيو
بيبي كاستانيو (بالإسبانية: José Castaño Muñoz)‏ هو لاعب كرة قدم إسباني في مركز الدفاع، ولد في 10 ديسمبر 1998 في أركوس ديلا فرونتيرا في إسبانيا. لعب مع نادي فياريال.

## وصلات خارجية
- بيبي كاستانيو على موقع قاعدة بيانات كرة القدم.إي يو (الإنجليزية)
- بيبي كاستانيو على موقع Soccerway.com (الإنجليزية)